# Tubenkarzinom
Das Tubenkarzinom ist ein bösartiger Tumor des Eileiters (Tuba uterina).

## Verbreitung
Die Häufigkeit wird mit 1–9 auf 100.000 bzw. mit 0,3 auf 100.000 Frauen angegeben mit einem Häufigkeitsgipfel zwischen 50 und 60 Jahren.

## Stadieneinteilung
Die Stadieneinteilung richtet sich nach der FIGO-Klassifikation und wird intraoperativ festgelegt.

## Klinische Erscheinungen
Die Erkrankung kann asymptomatisch sein oder Schmerzen im Unterbauch, einen Scheidenausfluss oder Blutungen verursachen.

## Diagnose
Neben der Palpation sind der transvaginale Ultraschall und die Bestimmung der Tumormarker Cancer-Antigen 125 und CA 19-9 wegweisend. Zur Operationsplanung kann eine Computertomographie oder ein MRT infrage kommen.

## Differentialdiagnose
Abzugrenzen sind: Extrauteringravidität,  entzündliche Erkrankungen (Adnexitis) und Tumoren des Eierstockes.

## Heilungsaussicht
Die Prognose wird mit 30–40 % Überlebensrate auf 5 Jahre angegeben, hängt aber entscheidend vom Stadium der Erkrankung ab.